# Pölstal
Pölstal osztrák község Stájerország Mura-völgyi járásában. 2017 januárjában 2710 lakosa volt.    

## Elhelyezkedése

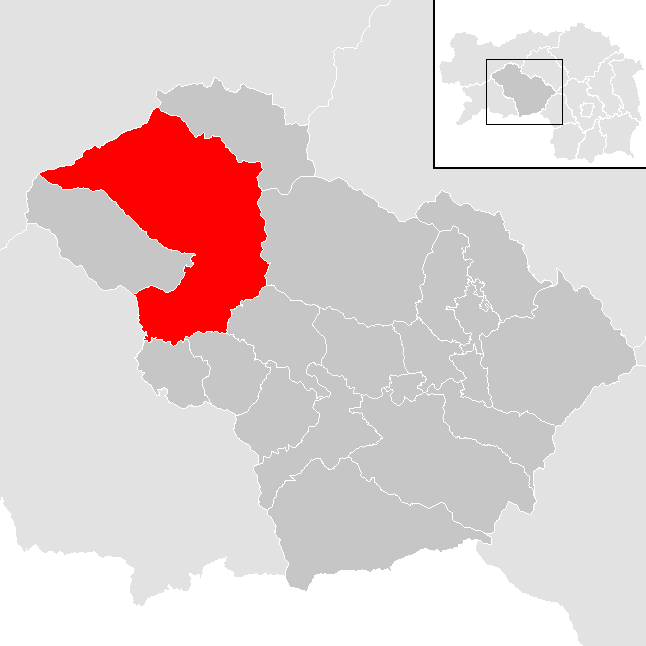
Pölstal a Mura-völgyi járásban

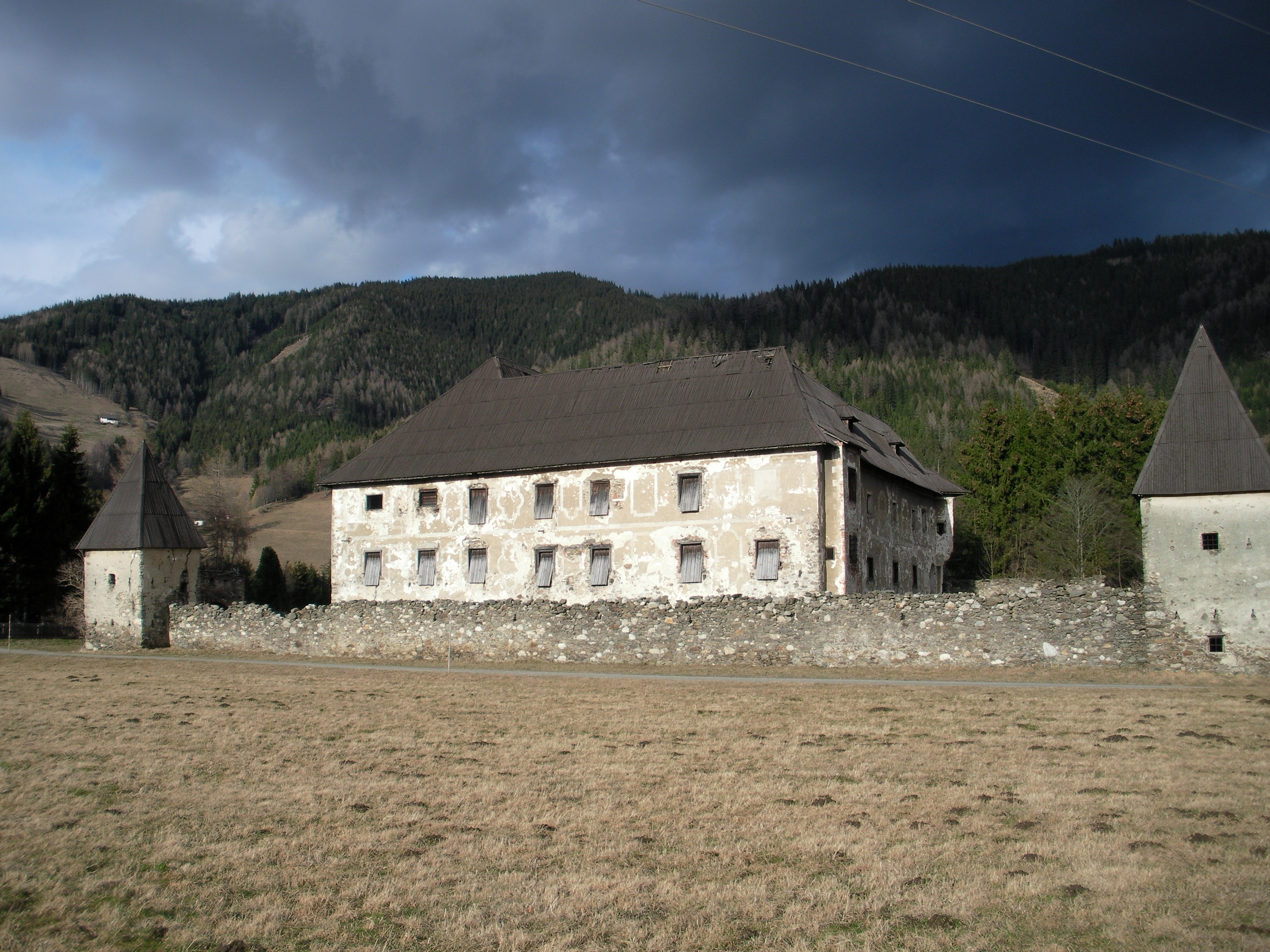
A Hanfelden-kastély

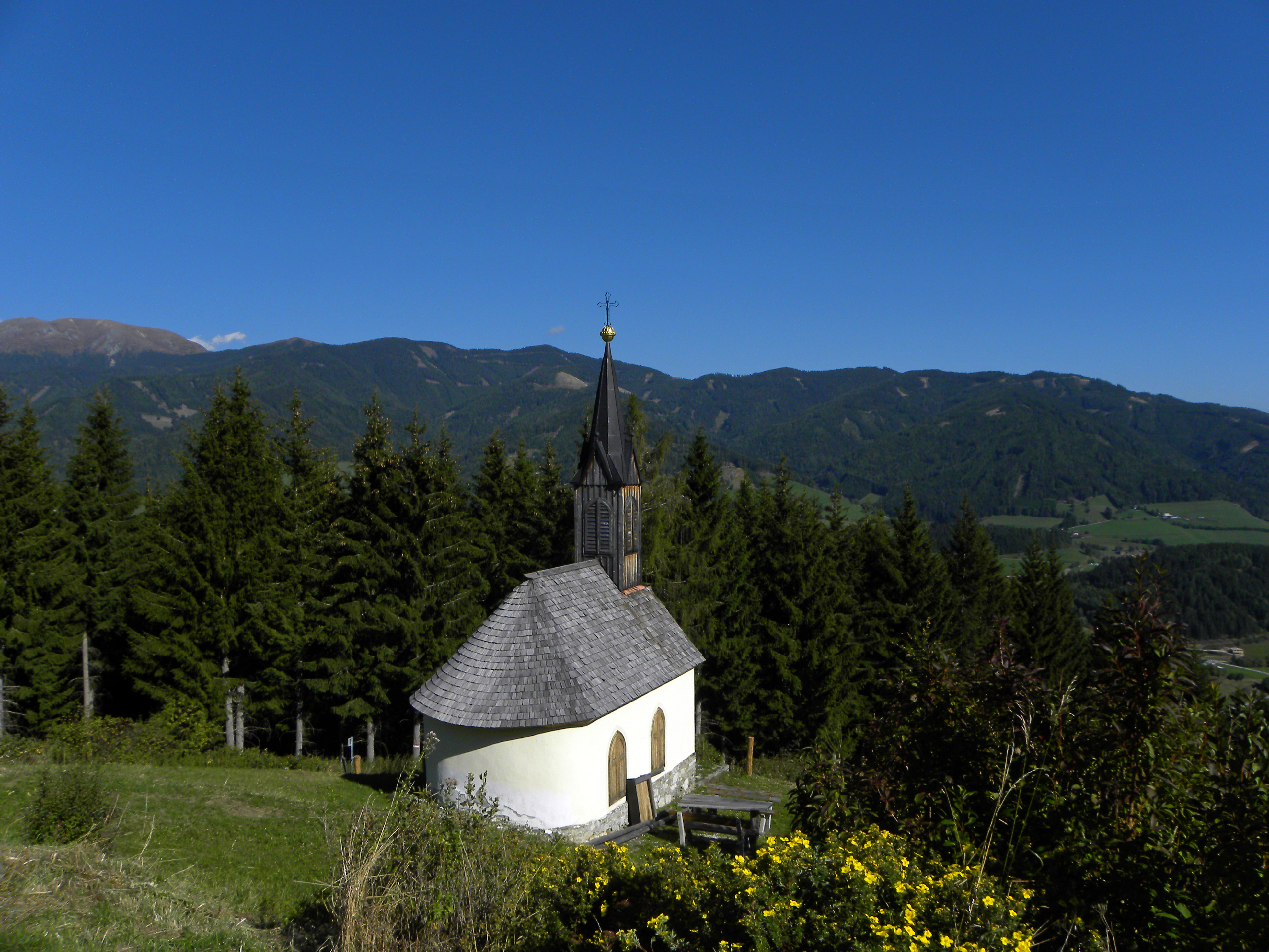
A Schneeberg-kápolna

Pölstal Felső-Stájerországban fekszik, a Pöls (a Mura bal oldali mellékfolyója) völgyében, az Alacsony-Tauern hegységrendszerhez tartozó Wölzi- és Rottenmanni-Tauern hegységek között. Az önkormányzathoz 6 katasztrális községben (Bretstein, Möderbrugg, Oberzeiring, St. Johann Schattseite, St. Johann Sonnseite, St. Oswald.) 9 település tartozik: Bretstein (298 lakos), Gföllgraben (55), Möderbrugg (670), Oberzeiring (629), Sankt Johann am Tauern Schattseite (115), Sankt Johann am Tauern Sonnseite (352), Sankt Oswald (477), Zeiringgraben (43), Zugtal (105).
A környező önkormányzatok: északra Hohentauern, keletre Gaal, délkeletre Pöls-Oberkurzheim, délre Sankt Georgen ob Judenburg és Unzmarkt-Frauenburg, délnyugatra Oberwölz, nyugatra Pusterwald, északnyugatra Rottenmann. 

## Története
Pölstal önkormányzata a 2015-ös stájerországi közigazgatási reform során alakult meg Oberzeiring mezőváros, valamint Bretstein, Sankt Johann am Tauern és Sankt Oswald-Möderbrugg községek egyesítésével. A központi település Möderbrugg.
A térség már a római időkben is lakott volt, a Pöls völgyében haladt a Mura és az Enns völgyét összekötő Via Norica, amelyen főleg sót szállítottak. Ebből a korból származik az ún. római híd Oberzeiring területén.
Oberzeiringet (mint mons cyrich) először 1265/67-ben említik egy II. Ottokár idejéből származó urbáriumban. A 12. századtól ezüstöt bányásztak a területén, de a telér 1400-ra kimerült és a bányát is elárasztotta a víz (egy legenda szerint a részeg bányászok meggyilkoltak egy fiút és levágott fejével kugliztak. A fiú nagyanyja megátkozta őket: szétszórt egy tál mákot és azt mondta, hogy amennyi mákszem van itt, addig ne teremjen ezüstöt a bánya). A szóbeszéd szerint a víz alatt további gazdag ezüstlelőhelyek találhatók, de Miksa császár, Mária Terézia és a náci rezsim idején egyaránt sikertelenül próbálkoztak a bánya újranyitásával. A 18-19. században vasércet, a 20. században pedig súlypátot és világoskék aragonitot termeltek ki Oberzeiring környékén.
A második világháborúban Bretsteinben működött a mauthauseni koncentrációs tábor egyik altábora.

## Lakosság
A pölstali önkormányzat területén 2017 januárjában 2710 fő élt. A lakosságszám 1934 óta (akkor 4218 fő) csökkenő tendenciát mutat. 2015-ben a helybeliek 95%-a volt osztrák állampolgár; a külföldiek közül 1,4% a régi (2004 előtti), 1,3% az új EU-tagállamokból érkezett. 0,3% a volt Jugoszlávia (Szlovénia és Horvátország nélkül) vagy Törökország, 2% egyéb országok polgára. 2001-ben az akkori Sankt Oswald-Möderbruggban a lakosok 95,9%-a római katolikusnak, 1% evangélikusnak, 1% muszlimnak, 1,6% pedig felekezet nélkülinek vallotta magát.

## Látnivalók
- a möderbruggi Hanfelden-kastély

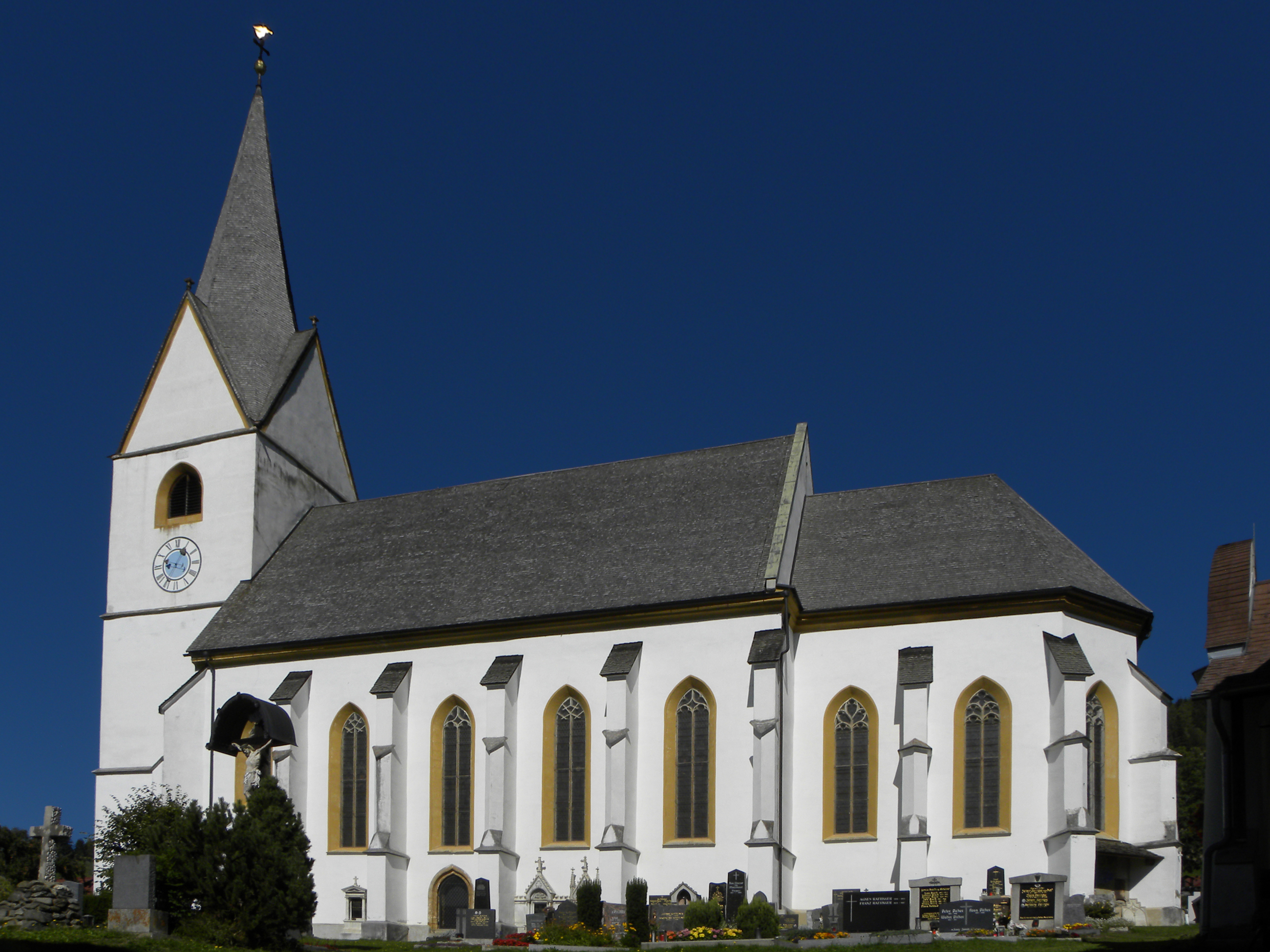
Sankt Oswald temploma

- Bretstein Szt. Katalin-plébániatemploma
- az oberzeiringi Szt. Miklós-plébániatemplom
- az oberzeiringi Szt. Erzsébet-templom (vagy bányásztemplom)
- au oberzeiringi kálváriatemplom
- az 1770-es Mária-emlékmű Oberzeiring főterén
- az oberzeiringi római híd
- a möderbruggi Schneeberg-kápolna
- Sankt Johann am Tauern Schattseite kálváriatemploma
- Sankt Johann am Tauern Schattseite műemlék parasztházai és vízimalma
- St. Oswald Szt, Oszvald-plébániatemploma

## Fordítás
- Ez a szócikk részben vagy egészben  a   Pölstal című német Wikipédia-szócikk ezen változatának fordításán alapul.  Az eredeti cikk szerkesztőit annak laptörténete sorolja fel. Ez a jelzés csupán a megfogalmazás eredetét és a szerzői jogokat jelzi, nem szolgál a cikkben szereplő információk forrásmegjelöléseként.